# Corn Islands
Corn Islands (hiszp. Las Islas del Maiz) – grupa dwóch wysp na Morzu Karaibskim oddalonych około 70 kilometrów na wschód od wybrzeża Nikaragui, będących w odległości około 83 km od Bluefields.

## Historia
Wyspy wraz z całym wschodnim wybrzeżem Nikaragui zostały odkryte przez Krzysztofa Kolumba podczas jego ostatniej czwartej wyprawy w latach 1502-1504. W latach od 1655 do 1894 całe Wybrzeże Moskitów znajdowało się pod brytyjskim protektoratem, ostatecznie wybrzeże wraz z Corn Islands zostało w 1894 włączone do Nikaragui. 5 sierpnia 1914 na mocy Traktatu Bryan-Chamorro wyspy zostały wydzierżawione Stanom Zjednoczonych na 99 lat. Zgodnie z postanowieniami traktatu podlegały one amerykańskich przepisom, należąc w dalszym ciągu do Nikaragui. Wypowiedzenie traktatu Bryan-Chamorro nastąpiło 14 lipca 1970 roku, pod przewodnictwem Anastasio Somoza Debayle. Amerykanie zachowali prawo do wysp do 25 kwietnia z 1971.

## Geografia
Corn Islands składa się z dwóch wysp o łącznej powierzchni 12,9 km² i ludności 7429 (2007).
Większą wyspę Big Corn Islands o powierzchni 10 km², zamieszkuje 6731 mieszkańców co stanowi 90,6% Corn Islands. Najwyższy punkt sięga 113 m n.p.m. Około 15 km na północny wschód leży mniejsza wyspa Little Corn Islands o powierzchni 3,1 km² i liczbie mieszkańców wynoszącej 698, najwyższy punkt wyspy znajduje się 38 m n.p.m.
Średnie temperatury dla tego rejonu utrzymują się na podobnym poziomie przez cały rok i wynoszą około 25-26 °C z czego w kwietniu i maju wzrastają do 27 °C. Najwięcej deszczowych dni jest w czerwcu, lipcu i sierpniu odpowiednio 23, 26 i 25 z opadami 580 mm, 830 mm, 640 mm. Najmniej w lutym, marcu i kwietniu odpowiednio 13, 10 i 10 dni, z opadami 110 mm, 70 mm i 100 mm.

## Podział administracyjny
Gmina Corn Islands podzielona jest na 6 obszarów z czego 1 stanowi wyspa Little Corn Island, poniżej zestawienie:
| obszar             | powierzchnia w km² | populacja (dane z 2005) | gęstość zaludnienia os./km² |
| ------------------ | ------------------ | ----------------------- | --------------------------- |
| Brig Bay           | 2,8                | 3930                    | 1403,6                      |
| La Loma            | 2,46               | 682                     | 277,2                       |
| South End          | 2,92               | 764                     | 261,6                       |
| Sally Peachie      | 0,68               | 265                     | 389,7                       |
| North End          | 0,92               | 490                     | 532,6                       |
| Little Corn Island | 3,12               | 495                     | 158,7                       |

## Transport
Big Corn Island ma 12 km dróg, które biegną wzdłuż wyspy. Głównymi środkami transportu są tu samochody, motocykle i rowery. Na wyspie znajduje się Port lotniczy Corn Island.
Little Corn Island nie ma z kolei utwardzonych dróg i nie posiada pojazdów silnikowych.

## Gospodarka i turystyka
Przez większość XX wieku lokalna gospodarka opierała się na uprawie kokosów, w latach 60. i 70. poprzedniego wieku główną gałęzią zarobkową stały się komercyjne połowy homarów i krewetek. Obecnie wyspy stają się coraz bardziej popularne turystycznie z uwagi na rafy koralowe, co przyciąga nurków i amatorów snorkelingu.